# 朝阳地站
朝阳地站是一个京通线上的铁路车站，位于河北省承德市围场满族蒙古族自治县朝阳地满族蒙古族乡，建于1980年，目前为四等站，邮政编码为068453。目前客运：办理旅客乘降；行李、包裹托运；货运：办理整车货物发到。该站为京通线在河北省境内的最后一个车站。